# Mare de Déu de Gràcia (Lloret de Mar)
La Mare de Déu de Gràcia és un petit edifici religiós de Josep Puig i Cadafalch situat a Lloret de Mar (Selva) i que forma part de l'Inventari del Patrimoni Arquitectònic de Catalunya.

## Descripció
És un petit edifici rectangular fet de rajol, amb una teulada de doble vessant a laterals, obra de Josep Puig i Cadafalch. Té una base esglaonada de granit, el cos de maons i una culminació també esglaonada de pedra i un teuladet de teules àrabs vidriades i pintades de color blau i grana. Aquest teulat està sostingut per bigues de fusta pintades de blau amb extremitats decorades amb caps de lleó de color blau.
Centra l'oratori un plafó de ceràmica amb imatges de la Verge amb el nen, enreixat amb decoració floral i flors reals que, amb els ciris i altres elements de devoció i litúrgia, completen la seva decoració. A la base d'aquest plafó hi ha la llegenda: "Mare de Déu de Gràcia pregueu per nosaltres"
A la part inferior hi ha quatre plafons de pedra sorrenca gravats amb la data (1898), les inicials de Nicolau Font (N. F.), els atributs de Sant Pere (dues claus) i l'emblema de Lloret (un llorer). Tot això està inserit en una decoració vegetal entrellaçada.

## Història
Es tracta d'una capella-oratori projectada per Josep Puig i Cadafalch, encarregat per l'indiano Nicolau Font i Maig (propietari de la finca de Sant Pere del Bosc) i inaugurada el dia 1 de maig de 1898, junt amb la Creu de Sant Pere del Bosc i la reforma del Santuari de Sant Pere del Bosc. Josep Puig i Cadafalch (1867-1956) fou arquitecte modernista, historiador de l'art medieval i polític conservador.